# Aleksiej Miedwiediew (polityk)
Aleksiej Wasiljewicz Miedwiediew (ros. Алексей Васильевич Медведев, ur. 16 marca?/28 marca 1884 w guberni kałuskiej, zm. 30 października 1937) – rosyjski rewolucjonista, radziecki polityk i działacz partyjny.

## Życiorys
Od 1904 członek SDPRR, bolszewik, kilkakrotnie aresztowany i zsyłany. W 1917 członek Piotrogrodzkiego Komitetu SDPRR(b), 1918-1920 przewodniczący Komitetu Powiatowego RKP(b) w Kozielsku, od 1921 przewodniczący Komitetu Powiatowego KP(b)U w Białej Cerkwi i agent do zadań specjalnych Rady Wojskowo-Rewolucyjnej Frontu Południowego. Od 13 grudnia 1921 do 4 kwietnia 1923 zastępca członka, a od 10 kwietnia 1923 do 12 maja 1924 członek Centralnej Komisji Kontrolnej KP(b)U, 1922-1923 przewodniczący gubernialnej rady związków zawodowych w Charkowie, 1923-1924 przewodniczący Centralnej Komisji Kontrolnej KP(b)U i ludowy komisarz inspekcji robotniczo-chłopskiej Ukraińskiej SRR. Od 12 maja 1924 do 5 czerwca 1930 członek KC KP(b)U, od 17 maja 1924 do 13 stycznia 1925 II sekretarz KC KP(b)U i członek Biura Politycznego KC KP(b)U, od 17 maja 1924 do 6 grudnia 1925 członek Biura Organizacyjnego KC KP(b)U, od 31 maja 1924 do 26 czerwca 1930 członek KC RLP(b)/WKP(b). Od stycznia do sierpnia 1925 sekretarz odpowiedzialny jekaterynosławskiego gubernialnego komitetu KP(b)U, od sierpnia 1925 do 5 września 1927 sekretarz Komitetu Okręgowego KP(b)U w Jektarynosławiu/Dniepropietrowsku, od 12 grudnia 1925 zastępca członka, a od 16 października 1926 do 21 listopada 1929 członek Biura Politycznego KC KP(b)U, jednocześnie od 28 października 1927 do 21 listopada 1929 sekretarz KC KP(b)U. Od 29 listopada 1927 do 21 listopada 1929 członek Biura Organizacyjnego KC KP(b)U, w listopadzie-grudniu 1929 w dyspozycji KC WKP(b), od 8 grudnia 1929 sekretarz Rady Związku Centralnego Komitetu Wykonawczego (CIK) ZSRR, od 13 lipca 1930 do 26 stycznia 1934 członek Centralnej Komisji Kontrolnej WKP(b), 1935-1937 członek Sądu Najwyższego ZSRR.
20 sierpnia 1937 aresztowany, 29 października 1937 skazany na śmierć przez Wojskowe Kolegium Sądu Najwyższego ZSRR pod zarzutem przynależności do kontrrewolucyjnej organizacji terrorystycznej i następnego dnia rozstrzelany. 3 marca 1956 pośmiertnie zrehabilitowany.